# Dioriet
| Dioriet                          | Dioriet | Dioriet                | Dioriet         | Dioriet           |
| -------------------------------- | ------- | ---------------------- | --------------- | ----------------- |
| Dioriet                          |         |                        |                 |                   |
| Dioriet                          |         |                        |                 |                   |
| Indeling der stollingsgesteenten |         |                        |                 |                   |
|                                  | % SiO2  | uitvloeings- gesteente | gang- gesteente | diepte- gesteente |
| felsisch                         | >~70    | ryoliet                | granofier       | graniet           |
| felsisch                         | ~70-63  | daciet                 | granodioriet    | granodioriet      |
| intermediair                     | 63-52   | andesiet               | dioriet         | dioriet           |
| mafisch                          | 52-45   | basalt                 | doleriet        | gabbro            |
| ultramafisch                     | <45     | komatiiet              | peridotiet      | peridotiet        |

Het stollingsgesteente dioriet is een redelijk mafisch diepte- en ganggesteente met tussen de 52 en 63% silica.

## Eigenschappen
Dioriet is het mafischere equivalent van granodioriet en het diepte- en ganggesteente-equivalent van het uitvloeiingsgesteente andesiet.
De mineralen met een redelijke kristalgrootte die in dioriet voorkomen, zijn onder andere pyroxeen, amfibool, plagioklaas, muscoviet en biotiet.

## Voorkomen
Dioriet is een diepte- of ganggesteente dat ontsloten raakt bij tektonische opheffing bij orogenese. Het wordt gevormd in de kern en de magma-gangen van redelijk mafische vulkanen.